# Leobendorf
Leobendorf est une commune autrichienne du district de Korneuburg en Basse-Autriche.